# 天主教密爾沃基總教區
天主教密爾沃基總教區（拉丁語：Archidioecesis Milvauchiensis）是美國一個羅馬天主教教省總教區，也是該國三十二個總教區之一。
總教區管轄威斯康辛州東南部十縣，並轄四個教區。總教區於2018年11月時有54萬3155名教友（佔轄區總人口23.1%）、193個堂區和686名司鐸，面積為4758平方英里。現任總主教為葉理諾·E·利斯泰茨基，輔理主教為高飛·R·赫恩茲和雅各伯·T·舒厄門，榮休總主教為倫伯·G·威克倫德，榮休輔理主教為利則·J·斯克爾巴。
密爾沃基教區於1843年11月28日成立，1875年2月12日升為總教區。